# پپیتسه (استان اشوی‌داشکسیه)
پپیتسه (به لهستانی: Pępice) یک منطقهٔ مسکونی در لهستان است که در گمینا منگوو واقع شده‌است. پپیتسه ۴۶۹ نفر جمعیت دارد.